# Diecezja Iztapalapa
Diecezja Iztapalapa (łac. Dioecesis Iztapalapanus, hiszp. Diócesis de Iztapalapa) – rzymskokatolicka diecezja ze stolicą w dzielnicy Iztapalapa, w mieście Meksyk, w Meksyku. Biskupstwo jest sufraganią archidiecezji meksykańskiej.
Terytorium diecezji obejmuje dzielnicę Iztapalapa, we wschodniej części miasta Meksyk.

## Historia
28 września 2019 papież Franciszek erygował diecezję Iztapalapa. Dotychczas wierni z tych terenów należeli do archidiecezji meksykańskiej, którą postanowiono podzielić ze względu na wysoką liczbę wiernych. Celem reorganizacji było zapewnienie lepszej opieki duszpasterskiej. Pierwszym biskupem Iztapalapa został dotychczasowy biskup pomocniczy archidiecezji meksykańskiej Jesús Antonio Lerma Nolasco.

## Biskupi
- Jorge Cuapio Bautista (od 2021)
- Jesús Antonio Lerma Nolasco (2019 – 2021)